# Aïn Defla (stad)
Aïn Defla is een stad in Algerije en is de hoofdplaats van de provincie Aïn Defla.
Aïn Defla telt naar schatting 35.000 inwoners.